# Pierre Villette
Pierre Villette, né le 7 février 1926 à Duclair et mort le 6 mars 1998 à Aix-en-Provence, est un musicien et compositeur français.

## Biographie
Né en 1926 au sein d'un famille de musiciens à Duclair en Normandie, il intègre, dès l'âge de six ans, la Maîtrise Saint-Evode de la cathédrale de Rouen (1932-41) puis eut pour maîtres les frères Jean Gallon et Noël Gallon, Louis Fourestier, Félix Passerone et Norbert Dufourcq et Maurice Duruflé.
Au Conservatoire national de musique de Paris (1941-1949), il est l'élève d'Henri Büsser et côtoie Pierre Boulez. Il obtient le prix d'harmonie en 1945. 
En 1949, il obtient le Second Grand Prix de Rome de composition musicale et devient directeur du conservatoire de Besançon (1957-1966). À la suite de graves ennuis de santé (ablation d'un poumon), il dut quitter Besançon pour un climat plus doux et devint, en 1967, directeur du conservatoire d'Aix-en-Provence (1967-1990), poste qu'il occupa jusqu'à sa retraite.
La musique de Villette est le produit d'un héritage musical français qui inclut aussi bien Fauré et Debussy que Poulenc et Messiaen, mais également d'un héritage culturel lié au catholicisme et à la règle de saint Benoît. Contrairement à Boulez qui choisit la voie de l'avant-garde, sa musique subit des influences éclectiques telles que le chant grégorien, la musique médiévale, le jazz (il composa lui-même une pièce intitulée Blues) ou bien Igor Stravinsky.
Son œuvre compte 80 opus écrits entre 1942 et 1995. Il composa de la musique de chambre, de la musique orchestrale et également, des œuvres chorales, qui sont ses pièces les plus connues. Outre sa cantate La Résurrection de Lazare (Concours de Rome 1949), il a écrit : Concerto pour violon et orchestre (1961), Trois préludes pour cordes (1965), Concertino pour trompette et cordes (1979), Rhapsodie concertante pour contrebasse et cordes (1982), deux messes pour soprano, chœur et orchestre (1970 et 1981), de nombreuses pièces instrumentales avec piano et une quinzaine de motets a cappella.
Ses compositions sont jouées dans le monde entier, aux États-Unis, Grande-Bretagne, Japon, Allemagne. Son œuvre chorale a été promue dans les années 1970, en Grande-Bretagne, par Donald Hunt, alors directeur du chœur de la cathédrale de Worcester. Son Hymne à la Vierge est régulièrement chanté lors du Service of Nine Lessons and Carols au King's College (Cambridge).
De façon étonnante, son œuvre n'a jamais été très reconnue en France, sans doute du fait de sa carrière accomplie en province quand Paris domine la vie artistique du pays.
En 1988, il devient membre de l'académie des sciences, agriculture, arts et belles-lettres d'Aix.
Il a été président d'honneur de l'Association nationale des directeurs de conservatoire.